# Haute-Banio (department)
Haute-Banio là một department của tỉnh Nyanga ở phía tây nam Gabon. Đây là department nằm phía nam nhất ở Gabon và giáp Cộng hòa Congo. Thủ phủ nằm ở Ndindi.

## Thị trấn và làng mạc
Thủ đô Haute Banio là Ndindi.